# 36.com
36.com控股有限公司（除牌當時為8036.HK），曾在香港交易所創業板上市，由鄭經翰和楊國猛創立。業務當時經營36.com網站和《茶杯》雜誌。後來因為科網股泡沫爆破，於是出售給東方魅力，更名由經營M Channel的流動廣告取代上市地位。

## 連結
- 陳 國 強 系 入 股 36.com Archive.today的存檔，存档日期2013-04-27